# Serjania striolata
Serjania striolata är en kinesträdsväxtart som beskrevs av Ludwig Radlkofer. Serjania striolata ingår i släktet Serjania och familjen kinesträdsväxter. Inga underarter finns listade i Catalogue of Life.